# Stanisław Jaster (1892–1942)
Stanisław Jaster (ur. 20 sierpnia 1892 w Warszawie, zm. 3 grudnia 1942 w KL Auschwitz) – żołnierz Legionów Polskich, major uzbrojenia Wojska Polskiego, urzędnik, kawaler orderów Virtuti Militari, Krzyża Niepodległości i Krzyża Walecznych, zamordowany przez okupantów niemieckich.

## Życiorys
Urodził się w Warszawie w rodzinie wyznania ewangelicko-augsburskiego. Był synem Jana Gustawa Jastera i jego żony Marianny z d. Leszczyńskiej. Jego ojciec był zatrudniony w Towarzystwie Przemysłowym Zakładów Mechanicznych „Lilpop, Rau i Loewenstein” na stanowisku kierownika Działu Maszynowego, Wagonowego i Konstrukcji Mostów Żelaznych.
W latach 1901–1906 uczęszczał do czterooddziałowej szkoły przy parafii ewangelicko-augsburskiej Świętej Trójcy, następnie kontynuował edukację w prywatnym Gimnazjum Realnym im. Emiliana Konopczyńskiego. W okresie gimnazjalnym zaangażował się w działalność niepodległościową. Od 1910 roku był członkiem nielegalnego polskiego skautingu. Uczęszczał na tajne ćwiczenia wojskowe urządzane przez polską młodzież w lasach podwarszawskich, a podczas letnich pobytów w Bielsku Podlaskim uczył wiejskie dzieci czytania i pisania po polsku.
W 1911 roku złożył egzamin maturalny. Następnie przeniósł się do Lwowa, gdzie na miejscowej Politechnice podjął studia z zakresu budowy maszyn (na uczelnię uczęszczał przez cztery semestry) . Kontynuował także działalność niepodległościową. 1 sierpnia 1911 roku wstąpił w szeregi Polskich Drużyn Strzeleckich. Rok później został słuchaczem szkoły podchorążych PDS, którą ukończył w stopniu podoficera–kadeta. 
W sierpniu 1914 roku, wkrótce po wybuchu I wojny światowej, wstąpił ochotniczo w szeregi Legionów Polskich. Uzyskał przydział do 4 kompanii 2 pułku piechoty w II Brygadzie Legionów, przy czym od 10 stycznia 1915 roku sprawował dowództwo nad tym pododdziałem. 26 maja tegoż roku otrzymał awans do stopnia porucznika. Przeszedł szlak bojowy 2 pp, odznaczył się m.in. w bitwie pod Kirlibabą. 12 czerwca 1915 roku został ciężko ranny w bitwie pod Rarańczą (postrzał brzucha, uszkodzenie kręgosłupa). Po powrocie do zdrowia, będąc wykluczonym ze służby liniowej, służył jako oficer w komendzie placu Legionów Polskich we Lwowie (od 15 stycznia 1916 roku pełnił tam funkcję zastępcy komendanta). 
Po zakończeniu Wielkiej Wojny wziął udział w obronie Lwowa przed wojskami ukraińskimi. Później pełnił rozmaite funkcje w strukturach odrodzonego Wojska Polskiego. W latach 1920–1925 kierował pracami Wydziału Indywidualizacji Żołnierza w Wojskowym Instytucie Sanitarnym w Warszawie. Na tym stanowisku dał się poznać jako innowator oraz zwolennik właściwego rozpoznawania i wykorzystywania indywidualnych predyspozycji poborowych. 3 maja 1922 roku został zweryfikowany w stopniu majora ze starszeństwem z dniem 1 czerwca 1919 roku i 334. lokatą w korpusie oficerów piechoty, a jego oddziałem macierzystym był 2 pułk piechoty Legionów. Z dniem 25 września 1924 roku został zwolniony z obowiązków zastępcy członka Oficerskiego Trybunału Orzekającego. W 1925 został przydzielony służbowo do Powiatowej Komendy Uzupełnień Ostrów Łomżyński celem odbycia praktyki poborowej. W czerwcu tego roku został odkomenderowany z PKU Mińsk Maz. do PKU Łomża na stanowisko I referenta, na cztery miesiące. Z końcem października 1925 roku został przydzielony do PKU Łomża na stanowisko I referenta. W lutym 1926 został przydzielony do PKU Mińsk Mazowiecki na stanowisko kierownika I referatu. W maju 1927 został przydzielony do Departamentu X Przemysłu Wojennego Ministerstwa Spraw Wojskowych na stanowisko referenta. We wrześniu tego roku, w związku z likwidacją Departamentu X, został przydzielony do Biura Ogólno Administracyjnego MSWojsk.
W kwietniu 1928 został przeniesiony do korpusu oficerów uzbrojenia z równoczesnym przeniesieniem macierzyście do kadry oficerów artylerii i przydziałem do Zbrojowni nr 2 w Warszawie. 30 czerwca 1929 roku został przeniesiony w stan spoczynku. W 1934 roku pozostawał w ewidencji Powiatowej Komendy Uzupełnień Warszawa Miasto III. Posiadał przydział do Oficerskiej Kadry Okręgowej Nr I. Był wówczas „przewidziany do użycia w czasie wojny”.
Po odejściu do cywila pracował jako urzędnik w służbie skarbowej. W 1936 roku jego kontrakt służbowy został jednak rozwiązany. Nie mogąc znaleźć innego zatrudnienia, prowadził przez pewien czas kiosk owocowo–warzywny w Halach Mirowskich . Mimo problemów zdrowotnych spowodowanych ranami odniesionymi pod Rarańczą udzielał się aktywnie w sekcji piłki ręcznej Wojskowego Klubu Sportowego „Żoliborz”.
We wrześniu 1939 roku walczył ochotniczo w obronie Warszawy. Przed kapitulacją wraz z synami miał jakoby ukryć dużą ilość broni w swoim mieszkaniu przy ul. Pogonowskiego 11/13 na Żoliborzu. Po rozpoczęciu niemieckiej okupacji rodzina Jasterów włączyła się w działalność konspiracyjną. W ich mieszkaniu przechowywano broń, organizowano tajne spotkania oraz czytano konspiracyjną prasę.
21 czerwca 1942 roku mjr Jaster został wraz z żoną aresztowany przez Gestapo. Był to odwet za brawurową ucieczkę ich starszego syna z obozu koncentracyjnego KL Auschwitz. Po kilkumiesięcznym pobycie na Pawiaku został wywieziony do KL Auschwitz. Do obozu przybył wraz z transportem 21 listopada 1942 roku. Został zarejestrowany jako więzień numer 77 180. Z zachowanych dokumentów obozowych wynika, że zmarł 3 grudnia 1942 roku, a więc niespełna dwa tygodnie po osadzeniu w Auschwitz. Jako oficjalną przyczynę jego śmierci podano odoskrzelowe zapalenie płuc.

### Rodzina
W lutym 1917 roku poślubił młodszą o dwa lata Eugenię Sosnowską, członkinię Żeńskiego Oddziału PDS we Lwowie, od 1914 roku sanitariuszkę Legionów. Małżeństwo doczekało się dwóch synów: Stanisława Gustawa (ur. 1921) i Andrzeja (ur. 1922).
Żaden z członków rodziny Jasterów nie przeżył II wojny światowej. Aresztowana wraz z mężem Eugenia trafiła w marcu 1943 roku do obozu na Majdanku, skąd trzy miesiące później skierowano ją do Auschwitz. Zmarła w obozie 26 lipca 1943 roku. Starszy syn po ucieczce z Auschwitz walczył w szeregach Armii Krajowej. Latem 1943 roku został oskarżony o zdradę i w niewyjaśnionych okolicznościach zabity przez kolegów z konspiracji (wiele wskazuje, że padł ofiarą tragicznej pomyłki). Młodszy syn również walczył w szeregach AK; aresztowany przez Niemców zmarł na tyfus w podobozie KL Flossenbürg w Leitmeritz (marzec 1945).
Stanisław i Eugenia Jasterowie oraz ich synowie Stanisław i Andrzej zostali upamiętnieni symbolicznymi inskrypcjami na grobowcu rodzinnym na cmentarzu ewangelicko-augsburskim w Warszawie.

## Ordery i odznaczenia
- Krzyż Srebrny Orderu Wojskowego Virtuti Militari nr 6989 – 17 maja 1922[34][35]
- Krzyż Niepodległości[35]
- Krzyż Kawalerski Orderu Odrodzenia Polski – 10 listopada 1938 „za zasługi na polu pracy społecznej”[36]
- Krzyż Walecznych[35]